# 列王紀下
《列王紀下》是《圣经》全书的第12本书，记录了以色列人的一段历史。本书原本和《列王纪上》是一本《列王纪》，后来根据希腊语译本拆分为2册。

## 本書背景
列王紀下一書繼續記述以色列國和猶大國的動亂情況。以利沙拾起以利亞的外衣，並獲得以利亞雙倍的聖靈。以利亞只行了8個奇迹，但他卻施行了16個。 他繼續向叛道的以色列發出毁滅的不利預言，其間只有耶户曾熱心事奉耶和華。有越來越多的以色列君王深陷於罪惡之中，直到北部的王國最後於公元前740年遭亞述傾覆為止。南部的猶大國有幾位傑出的國君，較著名的有約沙法、約阿施、希西家及約西亞，他們曾一度遏止了叛道的趨勢蔓延。但到了公元前607年，尼布甲尼撒二世執行了耶和華的判決，終於摧毁了耶路撒冷、聖殿及猶大國境。這一切均應驗了耶和華的預言，使他的聖名獲得洗雪。
它的寫作大約完成於公元前580年，它所包含的時期約從亞哈謝於公元前920年統治以色列起直到約雅斤被擄後第37年的公元前580年為止。

## 主要內容

### 以色列王亞哈謝
（覆蓋《列王紀下》第1章第1节至第18节参）亞哈的這個兒子在宮中跌傷後就病了。他差遣使者去求問以革倫的神巴力西卜，看他能否痊愈。以利亞截住那些使者，把他們遣回王那裏去，並譴責王沒有求問真實的上帝。他指出王由於沒有歸向以色列的上帝，所以必死無疑。王派五十夫長率領50人去把以利亞帶回王那裏去，以利亞求火從天而降燒滅了他們。第二個奉差的五十夫長及他的手下也有同一的遭遇。王再派出第三個五十夫長及手下前往，這次以利亞因五十夫長懷着尊敬之心誠意懇求，便饒了他們的性命。以利亞跟他們下去見王，並再次向亞哈謝宣布他必定要死。亞哈謝果然死去，正如以利亞所説一般。因亞哈謝沒有兒子，所以由他的兄弟約蘭接續他作王。

### 以利沙接替以利亞
（覆蓋《列王紀下》第2章第1节至第25节参）以利亞被接去的時候到了。從吉甲到伯特利，直到耶利哥，以利沙都緊緊追隨着他，最後更過了約旦河。以利亞用自己執行職務時所穿的外衣打水，把河水分開。 忽然有火車火馬出現，把兩人隔開，以利沙看着以利亞乘旋風升到空中。以利沙獲得所應許的以利亞雙倍的靈。不久他便顯出“以利亞的靈”的確作用在他身上。（《列王紀下》第2章第15节参） 他用以利亞身上掉下來的外衣打水，水就再次分開。接着他把耶利哥劣質的水治好。他在上伯特利的途中，有一群小孩出來戲笑他説：“禿頭的上去！禿頭的上去罷！”（《列王紀下》第2章第23节参）以利沙求告耶和華，就有兩頭母熊從林中出來，撕裂了這42個頑劣少年。

### 約蘭作以色列王
（覆蓋《列王紀下》第3章第1节至第27节参）這個王行耶和華眼中看為惡的事，陷在耶羅波安所犯的罪裏。以往摩押王一直向以色列進貢，但後來卻開始背叛。約蘭獲得猶大王約沙法及以東王之助合攻摩押。大軍在進攻途中來到一個乾旱無水的山谷，大軍將要渴死谷中。三王一起下去見以利沙，託他求問耶和華上帝。耶和華眷顧忠信的約沙法，因此拯救他們，使他們得以戰勝摩押人。

### 以利沙進一步施行奇迹
（覆蓋《列王紀下》第4章第1节参-《列王紀下》第8章第15节参）有一個預言者門徒的妻成了寡婦，債主登門要取她的兩個兒子作奴僕，她於是去見以利沙，向他求助。他施行奇迹使婦人家中的油不斷增多，從而能够把油賣掉還清債務。有一個書念婦人認出以利沙是真實上帝的預言者，便與丈夫專程為他預備一間房子，供他在書念時作居停之用。耶和華因婦人心地仁慈而祝福她，使她生了一個兒子。若干年後，那孩子生病，結果死了。婦人立即尋求以利沙的幫助。他跟她回家，並憑耶和華的能力使孩子復活過來。然後以利沙回到吉甲，到預言者門徒那裏。他施行奇迹把“致死的毒物”除去，將有毒的野瓜藤變為無毒。他接着以20個餅餵飽了一百人，結果“還剩下”有餘。
亞蘭軍的元帥乃缦長了大痲瘋。一個被擄的以色列小女孩告訴乃縵的妻子，在撒馬利亞有一位預言者可以醫治他。乃縵於是前去求見以利沙，但以利沙並沒有親自出迎，只是吩咐人轉告乃縵，叫他往約旦河去，在河中沐浴七次。乃縵因預言者看來對他不敬而勃然大怒。大馬士革的河豈不比以色列一切的水更好嗎？但他終於願意聽從以利沙的話，結果身體得以復原。 以利沙拒絶為此接受饋贈，但後來他的僕人基哈西卻追上乃縵，用以利沙的名義索取禮物。基哈西回來時試圖欺哄以利沙，結果全身長了大痲瘋。此後以利沙再次施行奇迹，使斧頭從河中漂浮上來。
由於以利沙預先警告以色列王有關亞蘭王企圖殺死他的陰謀，亞蘭王遂派大軍到多坍圍捕以利沙。以利沙的僕人眼見亞蘭大軍把城重重圍住，便害怕起來。以利沙向他提出保證説：“不要懼怕！與我們同在的比與他們同在的更多。”以利沙於是求告耶和華讓僕人看見與以利沙同在的强大天軍。「看哪！滿山有火車火馬圍繞以利沙。」（《列王紀下》第6章第16节至第17节参）亞蘭人進攻時，預言者再次懇求耶和華；他使亞蘭人眼目昏迷，由預言者把他們領到以色列王那裏。然而，以利沙沒有把他們處死，反而請王為他們設擺筵席，然後打發他們回家。
此後，亞蘭王便哈達圍困撒馬利亞，城裏發生大饑荒。以色列王責咎以利沙，但預言者卻宣告翌日糧食會十分充裕。到了晚上，耶和華使亞蘭人聽見大軍的聲音，他們便倉皇逃命，把一切財物都留下給以色列人。後來，便哈達患病。他一聽聞以利沙來到大馬士革，便打發哈薛求問先知他能否康復。以利沙表示王必要死，但哈薛卻會繼位為王。哈薛果然把王殺掉，篡了他的王位。

### 猶大王約蘭
（覆蓋《列王紀下》第8章第16节至第29节参）那時約沙法的兒子約蘭在猶大繼位登基。他跟以色列諸王一般邪惡，行耶和華眼中看為惡的事。他的妻子是亞哈的女兒亞她利雅，她的兄弟也名叫約蘭，在以色列作王統治。猶大王約蘭去世之後由兒子亞哈謝繼位，在耶路撒冷作王。

### 以色列王耶户
（覆蓋《列王紀下》第9章第1节参-《列王紀下》第10章第36节参）以利沙差遣一個預言者門徒膏立耶户作以色列王，並吩咐他擊殺亞哈全家。耶户立即採取行動。他追擊正在耶斯列療傷的以色列王約蘭。守望的人看見一大群人逐漸逼近，最後向王稟告説：“車趕得甚猛，像寧示的孫子耶户的趕法。”（《列王紀下》第9章第20节参）以色列王約蘭及猶大王亞哈謝上前打聽耶户的意圖何在。耶户反問道：“你母親耶洗别的淫行邪術這樣多，焉能平安呢？”（《列王紀下》第9章第22节参）約蘭正欲轉身逃跑，耶户一箭射穿他的心窩。他的屍首被抛在拿伯的田間，藉此報應了亞哈流無辜人血的罪。 耶户和手下接着在米吉多把亞哈謝殺了。耶户施行閃電突擊，一舉便殺了兩個王。
該輪到耶洗别了！耶户凱旋歸來，到了耶斯列，耶洗别立即擦粉梳頭，從王宮的窗户往外觀看。耶户對此全無興趣。他吩咐侍從説：“把她扔下來！”他們遵命把她扔下去，她的血濺在牆上和馬上，屍首則被馬踐踏。埋葬她的人只尋得她的頭骨、腳和手掌。這一切均應驗了以利亞的預言：「狗必吃她的肉；她的屍首必在耶斯列田間如同糞土。」
後來，耶户下令殺戮亞哈的70個兒子，並把他們的首級堆放在耶斯列的城門口。在耶斯列，所有對亞哈惟命是從的人全被剪除。矛頭現在指向以色列首都撒馬利亞了。耶户在途中遇見亞哈謝的42個兄弟，他們正前往耶斯列而尚未知道發生了什麽事。他們也被擊殺。接着發生的事卻截然不同。利甲的兒子約拿達出來迎接耶户。耶户問道：“你誠心待我像我誠心待你嗎？”約拿達回答説：“是。”耶户便拉他上車，以便親眼觀看他“為耶和華怎樣熱心”。
到了撒馬利亞，耶户把亞哈家剩下的人全都殺盡，正如耶和華對以利亞所透露的一般。（《列王紀上》第21章第21节至第22节参）耶户宣布説：“亞哈事奉巴力還冷淡，耶户卻更熱心。”（《列王紀下》第10章第18节参）他召集了所有崇拜鬼魔的人進入巴力廟內，然後吩咐他們穿上用以識别的禮服，並確定會衆中不可有耶和華的敬拜者在內。然後他命手下兵士進去把會衆殺盡，一個也不得逃脱。巴力廟被拆毁，用作廁所，直到耶利米的日子。“這樣，耶户在以色列中滅了巴力。”（《列王紀下》第10章第28节参）
可是，甚至熱心的耶户也不免有錯。他繼續重蹈耶羅波安的覆轍，敬拜伯特利和但的金牛犢。他沒有“盡心遵守耶和華——以色列上帝的律法”。（《列王紀下》第10章第31节参）但由於他滅亞哈家有功，耶和華允准他的子孫接續他坐在以色列的國位上，直到第四代。耶和華在他的日子開始割去以色列國的東部，使亞蘭王哈薛前來攻擊以色列。耶户作王28年後去世，他的兒子約哈斯接續他作王。

### 猶大王約阿施
（覆蓋《列王紀下》第11章第1节参-《列王紀下》第12章第21节参）王太后亞她利雅是耶洗别的女兒，她的心腸狠毒，和母親如出一轍。她見兒子亞哈謝死了，就起來剿滅王室，篡奪王位。只有亞哈謝的幼子被人藏起來，才能逃出生天。亞她利雅在位第七年，祭司耶何耶大把約阿施膏立為王，並把亞她利雅殺了。耶何耶大指揮百姓恢復崇拜耶和華，並教導年輕的國王事奉上帝及修葺耶和華的殿。約阿施把許多禮物饋贈給亞蘭王哈薛以避免他的攻擊。約阿施在耶路撒冷作王40年之後被臣僕所弑，他兒子亞瑪謝繼位為王。

### 以色列王約哈斯及約阿施
（覆蓋《列王紀下》第13章第1节至第25节参）耶户的兒子約哈斯繼續從事偶像崇拜。以色列常受亞蘭人欺壓，但約哈斯仍能繼續作王。後來耶和華拯救以色列人，可是他們仍重蹈耶羅波安拜金牛犢的覆轍。約哈斯死後由兒子約阿施繼位作以色列王，當時另一個約阿施則在猶大作王統治。以色列的約阿施效法他的父崇拜偶像。他死後由兒子耶羅波安登基統治。約阿施統治期間，以利沙患重病；他作了最後一個預言，指出約阿施會擊敗亞蘭人三次，之後便死去了。這些預言均相繼應驗。以利沙的最後一個奇迹是在他死後才發生的。有人把死人抛在以利沙的墳墓裏，死人一碰着以利沙的骸骨，就復活站起來。

### 猶大王亞瑪謝
（覆蓋《列王紀下》第14章第1节至第22节参）亞瑪謝行耶和華眼中看為正的事，只是仍未能把邱壇廢去。他與以色列交戰，敗在約阿施手下。他作王29年，然後在一場叛亂中被弒身亡。他兒子亞撒利雅繼承王位。

### 以色列王耶羅波安二世
（覆蓋《列王紀下》第14章第23节至第29节参）耶羅波安二世作王統治以色列，他繼續跟從先祖所設立的謬誤崇拜。他在撒馬利亞作王41年，得以收復以色列先前喪失的土地。他兒子撒迦利雅接續他作王。

### 猶大王亞撒利雅（烏西雅）
（覆蓋《列王紀下》第15章第1节至第7节参）亞撒利雅作王52年。他行耶和華眼中看為正的事，但沒有把邱壇拆毁。後來耶和華使他染上大痲瘋，他的兒子約坦接管政事，到亞撒利雅死後才繼承王位。

### 以色列王撒迦利雅、沙龍、米拿現、比加轄及比加
（覆蓋《列王紀下》第15章第8节至第31节参）按照耶和華的承諾，耶户的子孫會坐在以色列的國位上，直到四代，即到撒迦利雅為止。（10：30）因此，撒迦利雅在撒馬利亞作王統治，但六個月後便遭人行弑。篡位自立的沙龍作王僅一個月。接着在以色列國中分别由米拿現、比加轄和比加先後作王。在這些王統治期間，以色列國充滿謬誤崇拜、行弑事件和種種陰謀。比加在位期間，亞述大軍犯境。何細亞叛殺比加，成為以色列最後一位君王。

### 猶大王約坦和亞哈斯
（覆蓋《列王紀下》第15章第32节参-《列王紀下》第16章第20节参）約坦從事純真崇拜，但仍容許邱壇繼續存留。他的兒子亞哈斯卻效法鄰近的以色列諸王，行耶和華眼中看為惡的事。在遭受以色列王及亞蘭王聯手進襲之際，亞哈斯向亞述王求助。亞述人趕來加以援手，並攻陷了大馬士革；亞哈斯前赴該城謁見亞述王。亞哈斯看見當地的祭壇，便命人照樣在耶路撒冷複製一座，並開始在這座壇上而非在耶和華聖殿的銅壇上獻祭。他兒子希西家接續他作猶大王。

### 以色列最後一位君王何細亞
（覆蓋《列王紀下》第17章第1节至第41节参）當時以色列向亞述俯首稱臣。後來何細亞背叛亞述，轉而向埃及求助。但到了他在位第九年，亞述攻陷了以色列，把百姓擄到亞述去。至此，十支派的以色列國便告滅亡。“因以色列人得罪⋯⋯耶和華——他們的上帝，且事奉偶像，就是耶和華警戒他們不可行的。所以耶和華向以色列人大大發怒，從自己面前趕出他們。”參看《列王紀下》第17章第7节参，《列王紀下》第17章第12节参，《列王紀下》第17章第18节参）亞述人從東方把若干民族遷徙到以色列地；他們“懼怕耶和華”，但又事奉自己的神。（《列王紀下》第17章第33节参）

### 猶大王希西家
（覆蓋《列王紀下》第18章第1节参-《列王紀下》第20章第21节参）希西家行耶和華眼中看為正的事，效法他祖先大衛所行的。他鏟除謬誤的崇拜，廢掉邱壇，甚至因當時的人崇拜摩西所造的銅蛇而將之打碎。後來亞述王西拿基立上來攻擊猶大，並攻取了許多設防城市。希西家進貢大量金銀財物以圖求和，但西拿基立卻派遣使臣拉伯沙基來到耶路撒冷的城牆前面招降，並大聲在衆百姓前辱罵耶和華。預言者以賽亞向忠心的希西家提出保證，西拿基立必遭惡報。“耶和華如此説：『⋯⋯不要懼怕。』”（《列王紀下》第19章第6节参）西拿基立繼續出言恐嚇，希西家懇求耶和華説：“耶和華——我們的上帝啊，現在求祢救我們脱離亞述王的手，使天下萬國都知道惟獨祢——耶和華是上帝！”（《列王紀下》第19章第19节参）
耶和華垂聽這個不自私的禱告。首先，他通過以賽亞表示他必定會擊退敵軍，因“耶和華的熱心必成就這事。”（《列王紀下》第19章第31节参）然後，他在當夜差遣天使在亞述營內擊殺了18萬5，000名亞述兵士。清早時候，全都成了死屍。（《列王紀下》第19章第35节参）西拿基立大敗而回，退返尼尼微，並在那裏住下來。 他的神尼斯洛再次證明無法庇佑他，他的親生兒子在他叩拜神祇時把他弑了，這一切均應驗了以賽亞的預言。（《列王紀下》第19章第7节参，《列王紀下》第19章第37节参）
希西家病入膏肓，但耶和華再次垂聽他的禱告，增長他的壽數15年。巴比倫王差遣使者把禮物送給希西家，但他妄自向使者們展示府庫的寶物。以賽亞於是預言有一天凡他家裏所有的財物都要被掠到巴比倫去。希西家終於去世，但他的功勳及挖池鑿溝引水入耶路撒冷城的事迹卻為後世所稱頌。

### 猶大王瑪拿西、亞們和約西亞
（覆蓋《列王紀下》第21章第1节参-《列王紀下》第23章第30节参）瑪拿西接續父親希西家作王。他在位55年，濫行耶和華眼中看為惡的事。他重修用作謬誤崇拜的邱壇，為巴力築壇，又效法亞哈建立聖柱像，並使耶和華的殿成為偶像充斥之所。耶和華預言他必降禍與耶路撒冷，像他待撒馬利亞一樣，“必擦淨耶路撒冷，如人擦盤，將盤倒扣”。瑪拿西又“流許多無辜人的血”。（《列王紀下》第21章第13节参，《列王紀下》第21章第16节参）他的兒子亞們接續他作王，在位兩年，仍行惡事，後來被臣僕刺殺身亡。
百姓立亞們之子約西亞為王。他在統治的31年期間“行他祖大衛一切所行的”正道，得以把猶大從毁滅的邊緣拉回來。（《列王紀下》第22章第2节参）他開始修葺耶和華的殿，當其時大祭司從殿裏尋回律法書。書上的話清楚顯示，因以色列民悖逆耶和華，這必為該國帶來毁滅的災禍。但上帝向約西亞保證，因他的忠誠，災禍必不在他的日子臨到猶大國。他清理耶和華的殿，並把鬼魔崇拜在國境內完全清除，更前往伯特利毁滅所有的偶像，把耶羅波安在當地所築的壇拆毁焚燒，從而應驗了《列王紀上》第13章第1节至第2节参的預言。他把向耶和華守逾越節的安排恢復過來。“在約西亞以前沒有王像他盡心、盡性、盡力地歸向耶和華，遵行摩西的一切律法。”（《列王紀下》第23章第25节参）然而，耶和華因瑪拿西大大冒犯他而仍未止息怒氣。約西亞與埃及王在米吉多交鋒時戰死沙場。

### 猶大王約哈斯、約雅敬和約雅斤
（覆蓋《列王紀下》第23章第31节参-《列王紀下》第24章第17节参）約西亞之子約哈斯作王僅三個月便給埃及王鎖禁起來。埃及王另立約哈斯的弟弟以利亞敬為王，並給他改名為約雅敬。約雅敬效法列祖一切所行的惡事，並且臣服於巴比倫王尼布甲尼撒手下三年，然後背叛他。約雅敬死後由兒子約雅斤繼位。尼布甲尼撒圍攻耶路撒冷，將城攻陷後把耶和華殿裏的寶物都掠到巴比倫去，正如耶和華藉以賽亞所説的。（《列王紀下》第24章第13节参；《列王紀下》第20章第17节参）約雅斤及數以千計的臣民均被擄到巴比倫去。

### 猶大的最後一位君王西底家
（覆蓋《列王紀下》第24章第18节参-《列王紀下》第25章第30节参）尼布甲尼撒立約雅斤的叔叔瑪探雅作王，並替他改名為西底家。西底家在耶路撒冷作王11年，繼續行耶和華眼中看為惡的事。他後來背叛巴比倫。故此在西底家作王第九年，尼布甲尼撒統率大軍前來攻擊耶路撒冷，並在四圍築壘攻城。十八個月後，城裏發生大饑荒。城牆終被攻破，西底家倉皇逃命，但在途中被截獲。巴比倫人在他眼前殺了他的衆子，並且弄瞎了他的雙眼。 一個月後，巴比倫人將耶和華的殿、王宮及各大户人家的房屋均付諸一炬，並把四圍的城牆完全拆毁。 大部分生還者都被擄到巴比倫去。巴比倫王立基大利作省長，治理在猶大郊區剩下的窮人。但後來基大利遭人暗殺，其餘的人都逃到埃及去。故此，從公元前607年的第七個月起，猶大全地均淪為荒涼。 列王紀下的結尾部分記載約雅斤被擄後第37年，巴比倫王恩待他，使他安享晚年。

## 外部連結
- 基督教文藝出版社藏書（页面存档备份，存于）香港浸會大學圖書館 華人基督教文獻保存計劃
- 思高聖經學會藏書（页面存档备份，存于）香港浸會大學圖書館 華人基督教文獻保存計劃